# Arbre (mécanique)
Pour les articles homonymes, voir Arbre (homonymie).

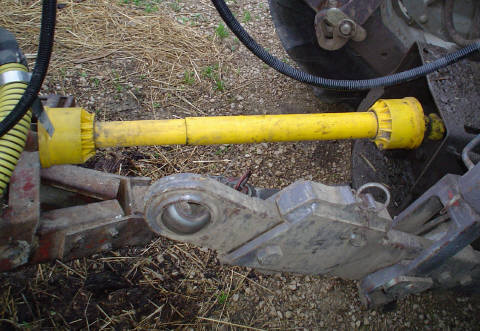
Arbre couplé à la prise de force de l'attelage d'un tracteur agricole.

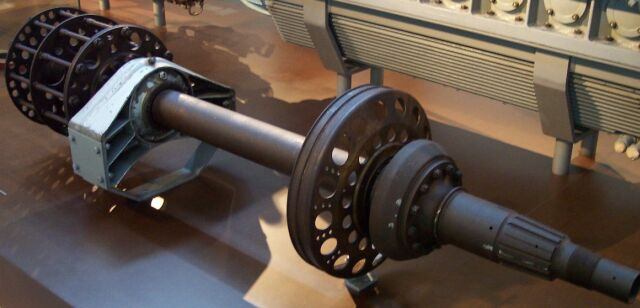
Arbre de turbopropulseur.

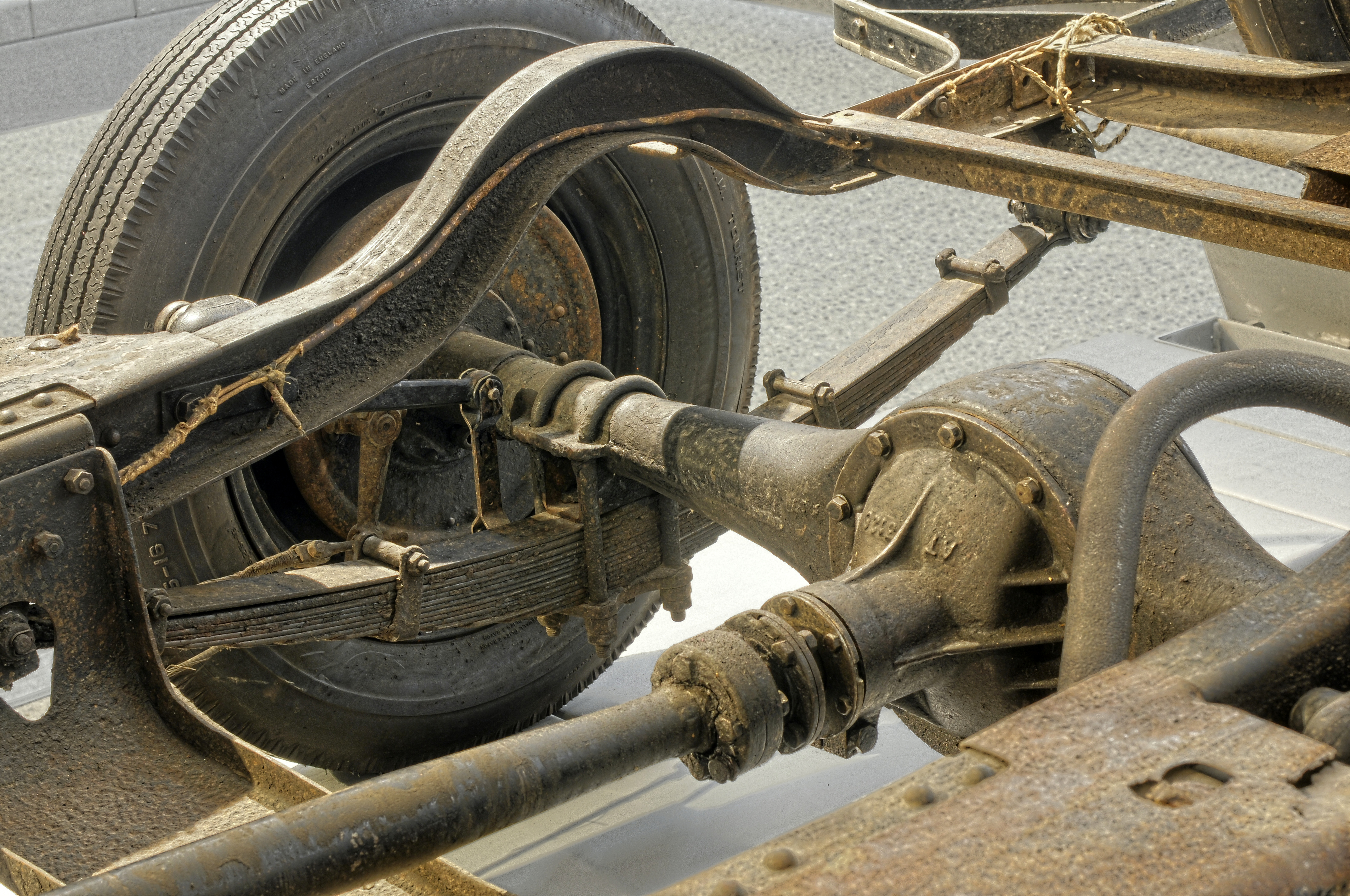
Arbre de transmission arrière de Škoda 422.

Un arbre est un organe mécanique transmettant une force ou une puissance entre deux autres organes mécaniques.
Si l'arbre tourne, il est dit rotatif et la transmission s'effectue sous forme d'un couple et d'un mouvement de rotation.
Si l'arbre ne tourne pas, il est dit fixe et la transmission se fait par l'exercice d'une force de traction ou de pression.
La forme généralement cylindrique de cet organe est à l'origine de son nom.

## Arbres rotatifs

### Généralités
Selon sa géométrie et ses fonctions, un arbre rotatif peut porter différentes qualifications telles que :
- arbre de transmission, s'il transmet une puissance d'un moteur à une machine ou à un élément de machine[2] ;
- arbre de renvoi, s'il distribue un mouvement de rotation entre différents éléments[2].

Les arbres rotatifs sont généralement issus de métal brut forgé puis usiné par tournage. L'extrusion est également un mode d'obtention courant pour ce type de pièce. Ils sont plus rarement issus de métal moulé, pour des raisons de résistance mécanique insuffisante.
L'arbre supporte généralement des engrenages, poulies, volants, manivelles, pignons de chaînes ou autres éléments qui transmettent une position angulaire ou une puissance. Il est un des éléments mécaniques les plus fréquemment utilisés, notamment dans les véhicules motorisés (automobiles, motos, bateaux) et dans une très grande variété de machines : turbines, moulins, perceuses, etc.
La contrainte de torsion est la sollicitation principale à laquelle est soumis un arbre. Ce type de sollicitation implique que les contraintes maximales sont à la surface de la pièce. La qualité de cette surface (rugosité et géométrie) est donc un paramètre essentiel pour la résistance d'un arbre.
Suivant le rôle qui lui est dévolu, l'arbre peut être également soumis à des contraintes de flexion (comme l'arbre à cames) et de charge axiale. Dans ces cas, les efforts mécaniques au sein de la matière sont souvent variables, à la manière d'une sinusoïde. Cela implique alors une résistance nécessaire à la fatigue.
Un arbre est maintenu par des paliers, qui permettent sa rotation ou empêchent son déplacement axial (butée).

### Arbres rotatifs particuliers
Les véhicules à moteurs thermiques peuvent être équipés des plusieurs arbres rotatifs qui ont une appellation particulière selon la fonction qu'ils remplissent :
- vilebrequin[7] : arbre moteur actionné par le mouvement des pistons qui lui est transmis par les bielles ;
- arbre à cames[8] : arbre qui actionne les soupapes d'un moteur qui en est doté[9] ;
- arbre de transmission secondaire[10] : arbre qui relie la sortie de la boîte de vitesses aux roues motrices (généralement par l'intermédiaire de dispositifs de renvois). Un tel arbre est presque toujours équipé de joints de cardan[11].

Vilebrequin (en rouge) actionné par les pistons et les bielles (en gris).
Arbre à deux cames (en gris) actionnant deux soupapes (en jaune).
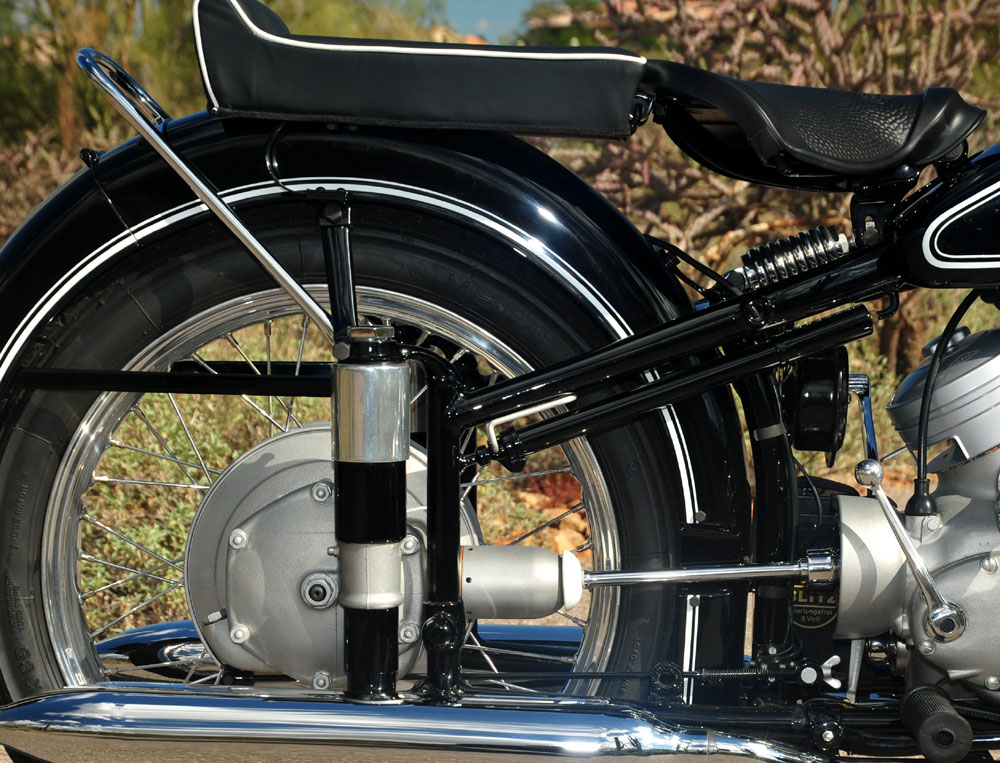
Arbre de transmission secondaire par arbre à joints de cardan sur une moto BMW (années 1950).

## Arbres fixes
S'il ne tourne pas, un arbre prend souvent d'autres dénominations comme  barre de torsion, tirant, etc. 

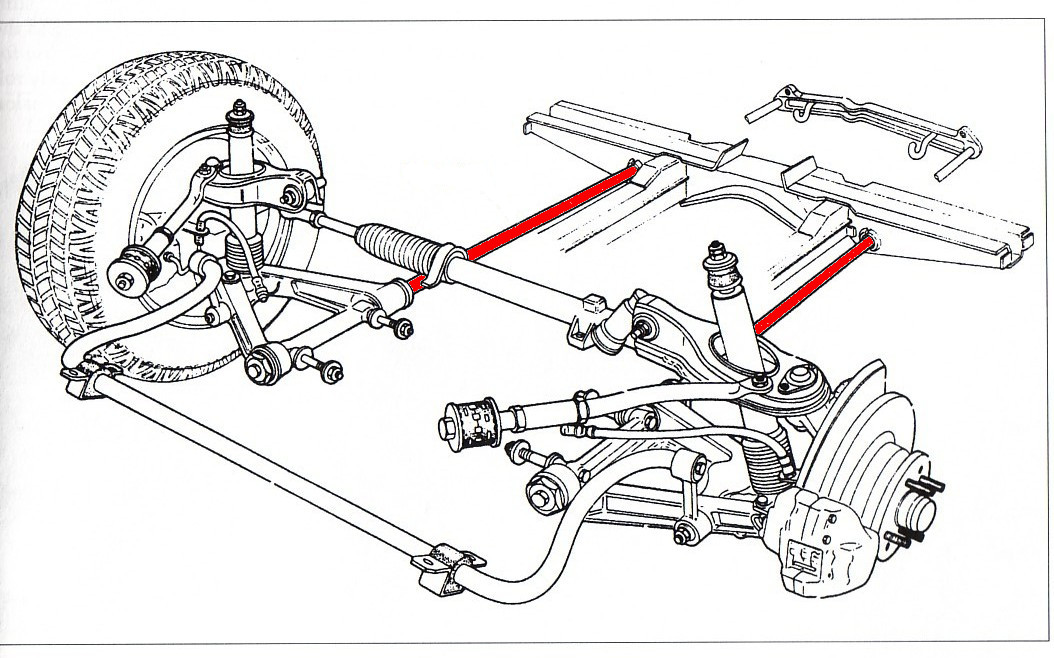
Barres de torsion sur Alfetta (en rouge).
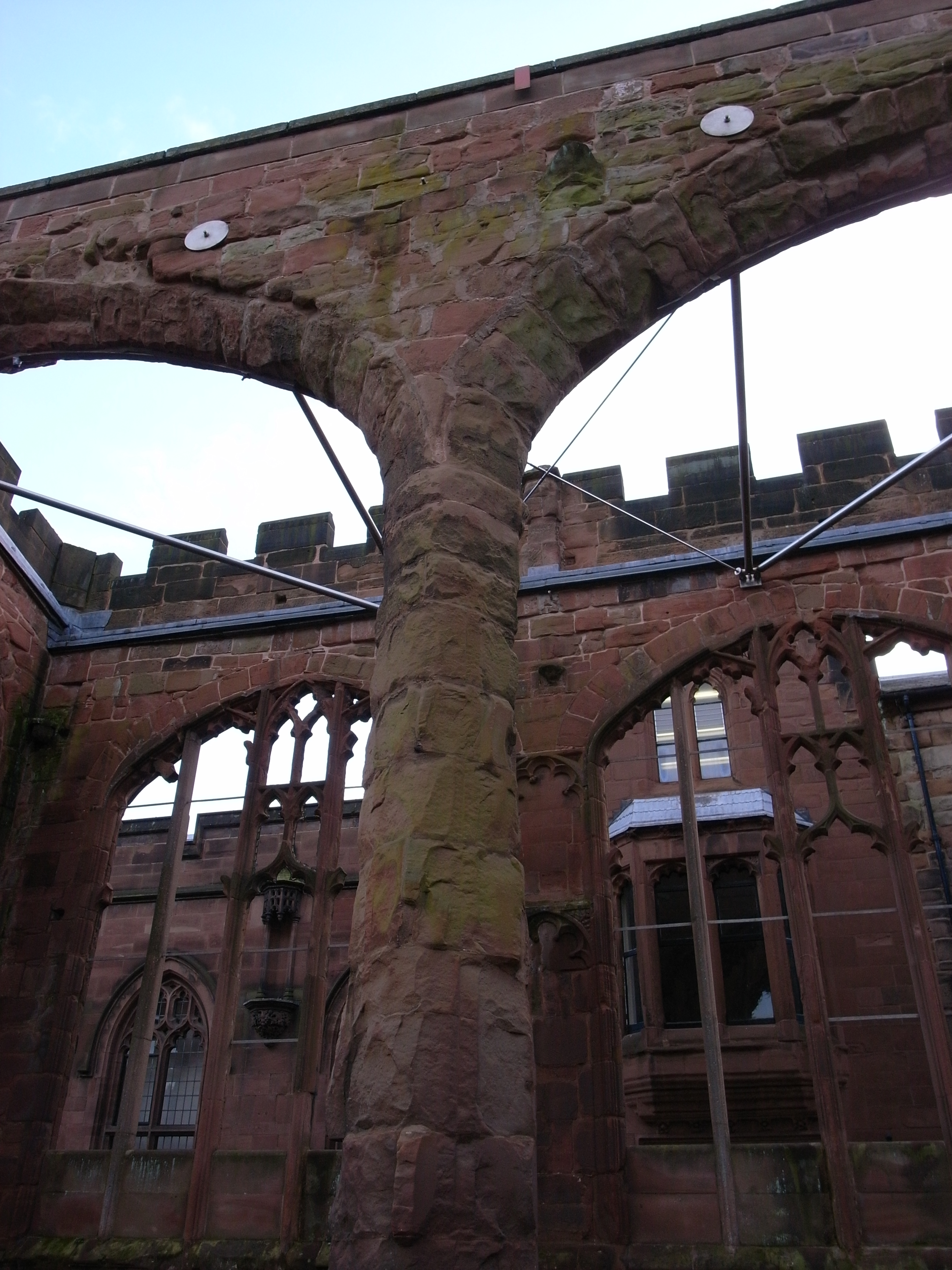
Tirants consolidant des arches et un mur.
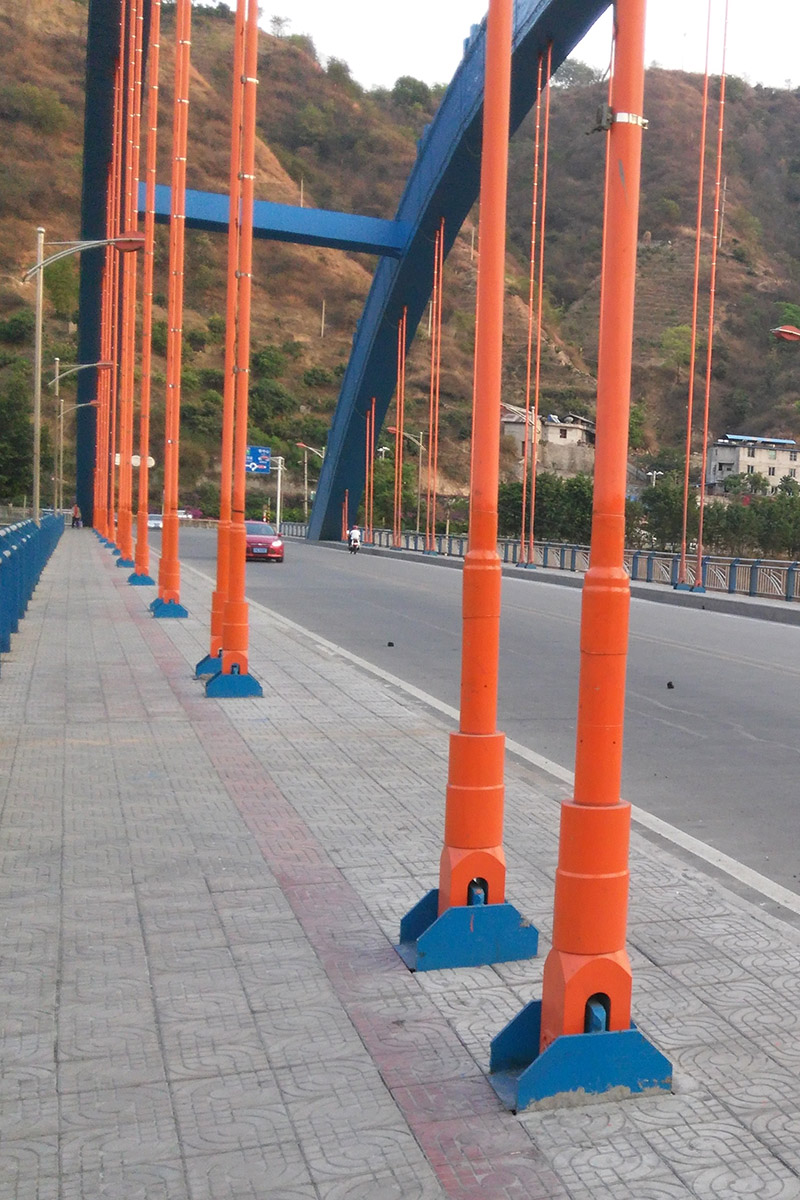
Tirants sur un pont.